# Crist a la creu, en un paisatge amb genets
Tot i que el tema de Crist a la Creu, en un paisatge amb genets degué ésser força freqüent en la producció d'El Greco, actualment hom reconeix poques obres atribuïbles íntegrament al mestre. Altres pintures mostren un correcte paisatge a la part inferior, mentre que a la figura de Crist crucificat, els crítics hi veuen la intervenció d l'obrador d'El Greco.

## Temàtica de l'obra
Cal diferenciar el tema de "Crist a la Creu" i el de la Crucifixió.
Iconogràficament, en un "Crist a la Creu", solament apareix la figura del Crucificat, que de vegades està representat davant un paisatge, on hi poden haver figures petites. En canvi, en una Crucifixió, la figura de Crist Crucificat està acompanyada d'altres figures de mida gran, que també poden estar davant un paisatge, on hi poden haver altres figures de mida molt més petita.

## Anàlisi de l'obra
En aquesta variant, el paisatge es caracteritza per haver-hi dues calaveres i ossos a terra, sota la Creu, així com homes muntats a cavall i altres figures que s'aproximen des d'una fondalada situada a la dreta. Al fons hi ha un edifici que recorda el Monestir d'El Escorial. Els homes muntats a cavall probablement representen els soldats que han assistit a la Crucifixió.

### Versió delMuseu d'Art de Cleveland
Oli sobre llenç; 193 x 116 cm.; 1605-10 ca.
D'acord amb Harold Wethey, és la millor d'entre les versions conservades, tot i que la part posterior de l'obra ha estat retallada i massa restaurada. Els núvols han estat retocats, i mostren uns centelleigs exagerats, mentre el paisatge va ésser mutilat a la part inferior, perdent-se lamentablement els genets, els cranis, els ossos i bona part de l'arquitectura.

### Versió de Sevilla (Col·lecció privada)
Oli sobre llenç; 178 x 104 cm.; 1585-90 ca.
Possiblement és la versió conservada autógrafa més antiga, i molt probablement està basada en la magnífica Crucifixió de Crist, amb dos donants.
El dibuix i la pintura en general són bons, però el fons superficial i els núvols segurament són obra d'un ajudant d'El Greco.

### Altres versions
- Zumaia; Espacio Cultural Ignacio Zuloaga (abans); Oli sobre llenç; 177 x 105 m.; 1585-90 ; El Greco i el seu taller; La figura de Crist és de bona qualitat però el fons és fosc i mediocre.[4][5]
- Museu d'Art de Filadelfia; Oli sobre llenç; 208 x 102 cm.; 1605-10; El Greco i el seu taller; Els arbres han augmentat de mida, el nombre de genets i de personatges ha minvat, i l'arquitectura s'ha simplificat.
- París; Col·lecció privada; Oli sobre llenç; 94,5 x 59,5 cxm.; 1610-15; signatura apòcrifa a la dreta de la Creu; La qualitat d'aquest quadre és molt fina, especialment en el paisatge[6]
- Museu J. Paul Getty; Oli sobre llenç; 82,6 x 51,8 cm.; 1600-10.[7]

## Còpies
- Museu Soumaya; Ciutat de Mèxic; Oli sobre llenç; 95 x 61 cm.; 1610-15; Taller d'El Greco; Signatura borrosa al peu de la Creu, la primera lletra de la darrera paraula gairebé és il·legible. El quadre té un fons negrós, amb núvols blancs sobreposats. Al paisatge verdós hi ha unes poques figures a la dreta, una d'elles és un genet amb un Estendard rosat.
- Madrid; Col·lecció privada; Oli sobre llenç; 98 x 57 cm.; Escola d'El Greco; La preparació negra i amarronada ha reaparegut, i només unes taques de pintura gris donen la impressió de paisatge.
- Museu de Santa Cruz, Toledo; Oli sobre llenç; 64 x 37 cm.; Taller d'El Greco; Aquest quadre, que estava en un estat pèssim, va ser restaurat l'any 1962
- Rijksmuseum; Ámsterdam; Oli sobre llenç; 57 x 33 cm.; Escola d'El Greco; El fons arquitectònic és extens, però s'han suprimit els cranis i els ossos.
- Buenos Aires; Col·lecció privada; Oli sobre llenç; 84 x 34 cm.; Escola de Toledo; Les lletres sobre el cap de Crist no semblen tenir sentit, i al paisatge hi manquen els genets.
- Buenos Aires; Museo Nacional de Artes Decorativas; 42 x 27 cm.; Possible obra de Mateo Cerezo, la signatura del qual fou descoberta al peu de la Creu.[8]